# Nowhere
Nowhere (Alternativtitel: Nowhere – Eine Reise am Abgrund, Nowhere – Eine Reise an den Abgrund der Seele) ist ein US-amerikanisch-französischer Film aus dem Jahr 1997. Er ist der letzte Teil der sogenannten Teen Apocalypse Trilogy des amerikanischen Regisseurs Gregg Araki und neben Totally F***ed Up der zweite Film aus dieser Trilogie, der auch in deutschen Kinos gezeigt wurde.
Der Film spiegelt eine Jugendkultur am Rande der Gesellschaft wider, die sich mit Drogen, Gewalt und Sex der Realität entziehen will. Während der innerhalb von 24 Stunden spielenden Handlung werden LSD-Trips, Bisexualität, Selbsttötung, Vergewaltigung und Entführung durch Außerirdische thematisiert. Die Gefühlswelt der Jugendlichen wird am Ende des Filmes vom Hauptdarsteller in einem kurzen, prägnanten Satz dargestellt: „I'm only 18 years old and totally fucked up!“
Nowhere vereint eine ganze Reihe illustrer Jungschauspieler, darunter bekannte Namen wie James Duval, der einzige Schauspieler, der in der gesamten Trilogie die Hauptrolle spielt, Mena Suvari, Ryan Phillippe, Heather Graham, Scott Caan, Denise Richards, Christina Applegate, Nathan Bexton und Rose McGowan, die in Nowhere nur eine Nebenrolle, jedoch im Vorgänger The Doom Generation eine Hauptrolle spielte.
Kritiker beschrieben den Film als Beverly Hills, 90210 auf Acid, andere Stimmen warfen dem Regisseur eine Glorifizierung der Selbstzerstörung vor.

## Handlung
Dark und Mel sind beide bisexuell und leben in einer offenen Beziehung. Mel hat kürzlich eine Liaison mit der lesbischen Lucifer angefangen, welche Dark nicht ausstehen kann, was auf Gegenseitigkeit beruht. Zusammen mit ein paar anderen Teenagern, darunter das Mädchen Egg und ein Musiker, der von allen nur Cowboy genannt wird, formen die jungen Erwachsenen eine Clique, welche ein Leben ohne Tabus und voller Exzesse führt, wobei Drogenkonsum, derbe Sprache und Promiskuität an der Tagesordnung stehen. Einige von ihnen glauben zudem an einen bevorstehenden Weltuntergang oder an ihren eigenen baldigen Tod. Als Dark dem Jungen Montgomery erstmals begegnet, fühlt er sich sofort zu diesem hingezogen und lädt ihn ein, der Clique beizuwohnen.
Dark fühlt sich zunehmend unwohl in der Beziehung, denn eigentlich möchte er seinem jetzigen Leben gemeinsam mit Mel entfliehen und stattdessen eines in Zweisamkeit führen. Eines Tages sieht er mit an, wie ein echsenartiger Außerirdischer drei lästernde Mädchen vor seinen Augen vaporisiert. Obwohl der Hobby-Filmemacher seine Kamera stets dabei hat, schafft er es nicht, den Vorgang rechtzeitig aufzunehmen, da das Wesen innerhalb eines Momentes wieder verschwindet. In einem Nebenhandlungsstrang wird Egg von einem namentlich nicht benannten zunächst verletzlich und einfühlsam erscheinenden Star der TV-Serie Baywatch in Anschluss an ein Rendezvous vergewaltigt und fällt zunehmend in schwere Depressionen und posttraumatischen Stress. Cowboys Ex-Freund und Bandkollege Bart ist währenddessen heroinsüchtig und stürzt in einen ähnlichen Zustand ab, wobei Cowboy ihm zu helfen versucht. Später trifft sich der Rest der Clique zu einem Versteckspiel unter Einfluss von Ecstasy und Alkohol. Dabei versteckt sich Montgomery in einer Umkleide und trifft dort auf das echsenartige Alien, wobei für den Zuschauer nicht ersichtlich ist, was weiter mit ihm geschieht. Wenig später erscheint dort auch Dark, welcher Montgomerys Halskette findet und bereits ahnt, was geschehen ist. Als er sich umdreht, steht vor ihm plötzlich das Echsenwesen, welches ihm jedoch nichts tut und ihn mit einer Geste begrüßt. In der nächsten Sekunde ist es wieder verschwunden. Als Dark die Kette in seiner Hand haltend zur Clique zurückkehrt steht er unter Schock und kann nicht sprechen. Die anderen Mitglieder nehmen an, Montgomery wäre ohne sich zu verabschieden gegangen und Dark wäre von den Substanzen zu stark benebelt, um dies auszudrücken. Das Geschehen wird aus der Ferne von dem Außerirdischen beobachtet.
Später treffen die meisten Haupt- und Nebencharaktere auf einer Party zusammen, die durch wilde Sex- und Drogenexzesse geprägt ist. Das junge Pärchen Zero und Zoe, das den ganze Film über davon redete, zu versuchen, auf die Feier zu kommen, wird, nachdem sein Auto von einer umtriebigen Bande Krimineller gestohlen wird, mitgenommen und von den Fahrern ebenfalls zur Fete eingeladen. Auf dieser erblickt Dark erneut die Echse, die sich wie ein Partygast verhält und offenbar von keinem anderen wahrgenommen wird. Später gesteht er Mel, dass er einfach mit einer einzigen Person, die er liebt, „von diesem Planeten abhauen“ und allem den Rücken kehren möchte, und dass Mel diese Person sei, da er sie liebt. Mel gibt ihm zu verstehen, dass sie ihn genauso liebt, jedoch nicht an ein monogames Leben glaubt. Sie flirtet und schläft auf der Feier weiter mit anderen Gästen. Im Laufe der Party brechen hintereinander zwei Schockmeldungen herein: sowohl Egg als auch Bart haben Suizid begangen, nachdem sie unabhängig voneinander eine religiöse Sendung über das Aufsteigen in den Himmel nach dem Tod gesehen haben. Wenig später werden die Partygäste Zeuge davon, wie Barts Drogendealer von einem mit der Qualität der gekauften Ware unzufriedenen Kunden mit einer Tomatensaftdose unter enormer Brutalität zu Tode geprügelt wird.
Wieder zuhause angekommen legt sich ein völlig fertiger Dark ins Bett, als es plötzlich an seinem Fenster klopft: der verschwundene Montgomery steht vor ihm und bittet darum, hineingelassen zu werden. Drinnen erzählt er ihm, er wäre von Außerirdischen entführt worden und hätte Experimente durchlaufen. Die beiden legen sich nebeneinander ins Bett und in ihrem Gespräch sprechen sie erstmals aus, füreinander Gefühle zu empfinden. Dark merkt nun, dass Montgomery anstatt Mel derjenige ist, mit dem er gemeinsam in Zweisamkeit abhauen könne und schlägt ihm dies vor. Montgomery willigt ein, Dark nie zu verlassen und bei ihm zu bleiben. Unmittelbar danach bekommt Montgomery aber plötzlich einen Anfall und verwandelt sich in ein riesiges, gigantisches Insekt. Er sagt beiläufig, er würde verschwinden und krabbelt zum Fenster hinaus. Der völlig irritierte Dark bleibt allein im Zimmer zurück.

## Kritiken
„Ohne den Versuch einer Distanzierung macht sich der Film die Oberflächlichkeit der geschilderten Verhältnisse zu eigen. Poppige, grelle Farben und genüßlich ausgestellte groteske Situationen und Effekte liefern dieses für den Regisseur typische ‚Teen Angst Movie‘ letztlich aber eher dem Verdacht der prätentiösen, selbstgefälligen Provokation aus.“